# Musica per archi, percussioni e celesta
Musica per archi, percussioni e celesta, o Musica per strumenti a corda, percussioni e celesta, Sz. 106, BB 114 è una delle composizioni più note del compositore ungherese Béla Bartók. Commissionato da Paul Sacher per celebrare il decimo anniversario della orchestra da camera Basler Kammerorchester, lo spartito è datato 7 settembre 1936. La prima esecuzione del brano è avvenuta a Basilea, Svizzera il 21 gennaio 1937, da parte dell'orchestra da camera diretta da Sacher, ed è stato pubblicato nello stesso anno dalla Universal Edition.

## Analisi
Come indica il titolo, il pezzo è stato scritto per strumenti a corda (violini, viole, violoncelli, contrabbassi, e arpa), strumenti a percussione (xilofono, rullante, piatti, tam-tam, grancassa, e timpani) e celesta. L'organico comprende anche un pianoforte, che può essere classificato come uno strumento a percussione o a corda (il musicista che suona la celesta si esibisce anche al pianoforte in alcuni passaggi a 4 mani).
Il pezzo è suddiviso in quattro movimenti, il primo e il terzo lenti, il secondo e quarto rapidi. Tutti i movimenti sono scritti senza alterazioni in chiave:
1. Andante tranquillo
2. Allegro
3. Adagio
4. Allegro molto

Il primo movimento è una fuga lenta. La sua indicazione del tempo cambia continuamente. Si basa attorno alla nota la, con la quale inizia e termina il movimento. Gli archi iniziano con la sordina, e man mano che entrano più voci, la tessitura si infittisce e la musica diventa più forte fino al punto culminante su mi bemolle, lontano un tritono dal la. Le sordine vengono poi rimosse, riprendendo la fuga per moto contrario, e la musica diventa gradualmente più tranquilla con i dolci arpeggi della celesta. Il movimento si conclude con la seconda frase del soggetto della fuga suonato delicatamente insieme al suo moto contrario. Il materiale dal primo movimento viene riproposto nel resto della composizione, in particolare il soggetto della fuga.
Il secondo movimento è rapido, con un tema in 2/4 che si trasforma in 3/8 tempo verso la fine. Esso è caratterizzato dalle forti sincopi del pianoforte e dagli accenti delle percussioni che creano una danza vorticosa, evolvendo in una sezione estesa di pizzicati, con una conclusione simile ad un concerto per pianoforte.

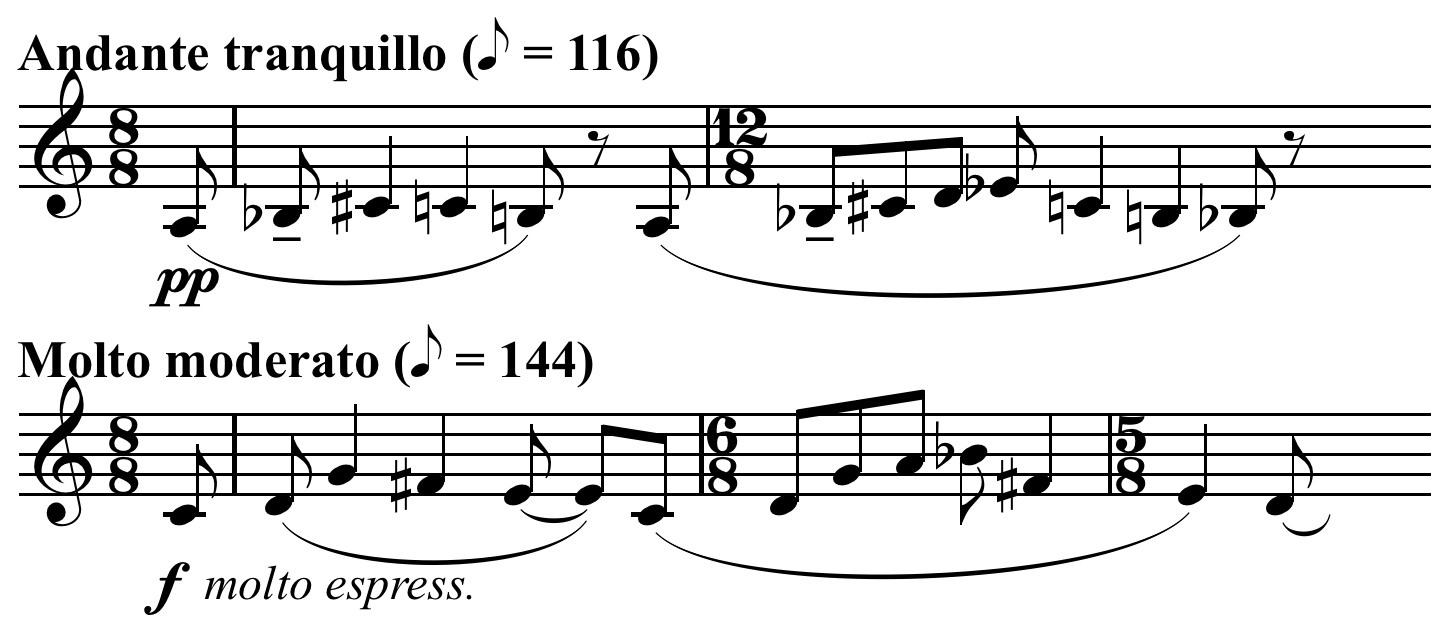
Le battute 1-5 del primo movimento e le battute 204–9 del quarto

Il terzo movimento è di nuovo lento, ed è un esempio di quello stile tipico di Bartók denominato "musica della notte". Sono presenti glissandi dei timpani, tecnica insolita al momento della composizione, oltre a parti prominenti per lo xilofono. Si pensa comunemente che il ritmo dello xilofono solista che apre il terzo movimento si basi sulla successione di Fibonacci.
L'ultimo movimento, che inizia con due note che richiamano il secondo movimento accentate da timpani e pizzicati degli archi, ha il carattere di una vivace danza popolare.

## Cultura popolare
La popolarità della Musica per archi, percussioni e celesta è dimostrata dall'impiego di sue registrazioni in film e musica popolare. Il secondo movimento, ad esempio, accompagna la "Danza della Disperazione e della Disillusione di Craig" dal film Essere John Malkovich. L'Adagio è stato utilizzato nel film The Solar System (1977) dell'Enciclopedia Britannica e nel film Shining (1980) di Stanley Kubrick.
L'architetto Steven Holl si è ispirato al tema della fuga del primo movimento nella realizzazione della Stretto House (1989) a Dallas, in Texas.
Il romanzo Città di notte (1962) di John Rechy cita la Musica per archi, percussioni e celesta, pezzo che ossessiona il personaggio principale. Il pezzo viene menzionato anche nel romanzo Il collezionista (1963) di John Fowles, dove uno dei personaggi principali, Miranda Grey, lo definisce "il più bello".
Molti brani di questo pezzo e de Il mandarino meraviglioso sono presenti in due episodi della serie TV Doctor Who.

## Discografia
La prima registrazione di questo lavoro fu fatta nel 1949 dalla Los Angeles Chamber Symphony sotto la direzione di Harold Byrns. Altre registrazioni includono:
- Herbert von Karajan, con la Philharmonia Orchestra (1949 - seconda registrazione)
- Ferenc Fricsay, con la RIAS Symphonie-Orchester (1954)
- Adrian Boult, con la Philharmonic Promenade Orchestra (~1955)
- Fritz Reiner, con la Chicago Symphony Orchestra (1958)
- Leopold Stokowski, con la Leopold Stokowski Orchestra (1959)
- Leonard Bernstein, con la New York Philharmonic (1961)
- Antal Doráti, con la London Symphony Orchestra
- Yevgeny Mravinsky, con l'Orchestra filarmonica di Leningrado (1965 & 1967 {live})
- Pierre Boulez, con la BBC Symphony Orchestra (1967)
- Neville Marriner, con l'Academy of St Martin in the Fields (1970)
- Herbert von Karajan, con la Berliner Philharmoniker (1973)
- Georg Solti, con la Chicago Symphony Orchestra
- Mariss Jansons, con la Filarmonica di Oslo
- Eugene Ormandy, con l'Orchestra di Filadelfia (1979)
- Moshe Atzmon, con l'Orchestra Sinfonica metropolitana di Tokyo (1981)
- Charles Dutoit, con l'Orchestre symphonique de Montréal (1987)
- Iván Fischer, con l'Orchestra Festival di Budapest (1987)
- Pierre Boulez, con la Chicago Symphony Orchestra (1994)
- Esa-Pekka Salonen, con la Los Angeles Philharmonic (1996)
- Jukka-Pekka Saraste, con la Toronto Symphony Orchestra (1997)